# Nevada City
Nevada City je město ve Spojených státech amerických. Nachází se v okrese Nevada County, jehož je zároveň správním městem, ve státě Kalifornie. Ve městě žije přibližně 3 200 obyvatel a jeho rozloha činí 5,7 km². Leží 97 kilometrů východně od Sacramenta, 135 kilometrů západně od Rena a 237 kilometrů severovýchodně od San Francisca. Po městě Nevada City bylo pojmenováno město Nevada ve státě Missouri. Panuje zde středomořské podnebí.

## Partnerská města
- Penzance, Spojené království